# (35687) 1999 CP8
1999 CP8 (asteroide 35687) é um asteroide da cintura principal. Possui uma excentricidade de 0.05182620 e uma inclinação de 2.05150º.
Este asteroide foi descoberto no dia 6 de fevereiro de 1999 por Korado Korlević em Visnjan.